# アポロドルチェ
アポロドルチェとは、アメリカ合衆国産で、日本に輸入された競走馬である。馬名は冠名の「アポロ」 (Apollo) とブランド名の「ドルチェ&ガッバーナ」 (Dolce & Gabbana)が由来となっている。また、同馬主、同世代で「アポロガッバーナ」で馬名登録された競走馬もいる。

## 経歴

### 2歳
2007年、4月にアメリカ・カリフォルニア州で行われたバレッツマーチセールにて10万ドル（約1200万円）で落札され、日本に輸入される。育成はライバルでもあるゴスホークケンと同じく吉澤ステーブル。8月9日に競走馬登録され、9月15日に中山競馬場で行われた2歳新馬戦でデビューし、単勝1.6倍の1番人気に応え初勝利を挙げる。続く10月20日のいちょうステークスは格上挑戦だったが3着となった。再び格上挑戦で出走した京王杯2歳ステークスでは、1番人気に応え、重賞初挑戦で重賞初勝利を挙げ、父にとっても産駒のJRA重賞初勝利となった。なお、後藤浩輝の勝利騎手インタビューでのパフォーマンスも話題となった。11月29日に発表された重賞・オープン特別競走レーティングでは、京王杯2歳ステークスを制したことにより105ポンドの評価を得た。その後、初のJpnIとなる朝日杯フューチュリティステークスに出走。しかし、直線で伸び切れず11着に敗れた。

### 3歳
2008年はアーリントンカップから始動するが9着。後藤はレース後に「まだ走れる状態ではありません」とのコメントを残したが、これが陣営批判と判断されたのか後藤はアポロドルチェの主戦騎手を降りることになり、続くスプリングステークス（8着）より勝浦正樹に乗り代わった。、NHKマイルカップは11着だった。その後、初のダート戦となったユニコーンステークスに出走し3着に入ると、芝に戻ったバーデンバーデンカップでは1番人気に押された中、見事勝利を収め3勝目を飾った。続くアイビスサマーダッシュでは3着に入る。しかしセントウルステークスでは11着と大敗した。スプリンターズステークスでは5着に入った。続く福島民友カップでは1番人気に支持されたが8着に敗れた。

### 4歳
2009年はバレンタインステークスから始動、3番人気に推されたが、12着と大敗した。続くオーシャンステークスでは前走の大敗で5番人気と評価を落としていたが、3着と好走した。そして、3月29日の高松宮記念では最後の直線で伸びあぐねて7着に敗れた。その後、ユニコーンステークス以来となるダートのオープン・京葉ステークスに武豊とのコンビで出走したが、ブービーの15着と大敗した。次走のバーデンバーデンカップでは好位追走も伸びあぐねて8着に終わった。次走は2年連続でアイビスサマーダッシュに出走し、カノヤザクラの2着と好走した。続くキーンランドカップでは中団追走も直線で不利を受け7着に終わった。その後中1週で挑んだセントウルステークスでは最後方からレースを進め、直線で追い上げるも8着に終わった。そして本番のスプリンターズステークスでは見せ場なく14着に終わった。続く福島民友カップでは8着、オーロカップでは7着に敗れた。さらにダートの重賞・カペラステークスでは終始後方のまま見せ場なく14着と惨敗した。中1週で挑んだ尾張ステークスでは4着になり、この年は未勝利に終わった。

### 5歳
2010年7月18日のアイビスサマーダッシュで復帰したが、惜しくも4着に敗れた。続く北九州記念では終始後方のまま18着と殿負けに終わった。暫く休養後、11月27日の京阪杯では9着。12月11日のラピスラズリステークスでは見せ場なく10着と惨敗した。

### 6歳
2011年は淀短距離ステークスから始動、最後方でレースを進めるものの直線で伸び切れず8着に終わった。千葉ステークスでは終始後方のまま見せ場なく14着、京王杯スプリングカップでは13着、ルミエールステークスでは9着、バーデンバーデンカップでは8着と惨敗した。次走は4年連続でアイビスサマーダッシュに出走したが終始後方のまま見せ場なく13着と惨敗した。7月20日をもってJRAの競走馬登録を抹消、大井競馬場へ移籍。大井競馬移籍初戦のアフター5スター賞では11着、東京盃では15着と大敗。その後、園田競馬場へ移籍し10月26日の一般戦では4着、12月1日の西宮えべっさんの酒特別では3着となった。12月28日の兵庫ゴールドトロフィーでは11着と大敗した。

### 7歳以降
2012年は9戦したが、未勝利に終わった。その後蹄葉炎を発症し現役を引退、岡山県のグレースライディングクラブへと移動した。競走馬登録は2014年4月1日付けで抹消されている。2016年から引退名馬繋養展示事業の対象になっている。

## 競走成績
| 年月日 | 年月日 | 年月日 | 競馬場 | 競走名                                    | 格     | 頭数 | オッズ （人気） | オッズ （人気） | 着順 | 騎手       | 斤量 | 距離（馬場）  | タイム （上り3F） | タイム 差 | 勝ち馬/（2着馬）       |
| 2007   | 9.     | 15     | 中山   | 2歳新馬                                   |        | 11   | 1.6             | （1人）         | 1着  | 後藤浩輝   | 54   | 芝1200m（良） | 1:10.2（34.7）    | -0.6      | （トミケンジェネール） |
|        | 10.    | 20     | 東京   | いちょうS                                 | OP     | 10   | 4.8             | （3人）         | 3着  | 後藤浩輝   | 55   | 芝1600m（良） | 1:36.3（34.0）    | 0.1       | アロマキャンドル       |
|        | 11.    | 10     | 東京   | 京王杯2歳S                                | JpnII  | 15   | 3.7             | （1人）         | 1着  | 後藤浩輝   | 55   | 芝1400m（稍） | 1:22.7（34.9）    | -0.3      | （ドリームシグナル）   |
|        | 12.    | 9      | 中山   | 朝日杯FS                                  | JpnI   | 16   | 4.3             | （2人）         | 11着 | 後藤浩輝   | 55   | 芝1600m（良） | 1:35.0（36.1）    | 1.5       | ゴスホークケン         |
| 2008   | 3.     | 1      | 阪神   | アーリントンC                             | JpnIII | 13   | 7.6             | （3人）         | 9着  | 後藤浩輝   | 57   | 芝1600m（良） | 1:35.4（34.9）    | 0.8       | ダンツキッスイ         |
|        | 3.     | 23     | 中山   | スプリングS                               | JpnII  | 16   | 55.1            | （12人）        | 8着  | 勝浦正樹   | 56   | 芝1800m（良） | 1:49.4（35.7）    | 0.5       | スマイルジャック       |
|        | 5.     | 11     | 東京   | NHKマイルC                                | JpnI   | 18   | 28.4            | （12人）        | 11着 | 勝浦正樹   | 57   | 芝1600m（稍） | 1:35.8（35.1）    | 1.6       | ディープスカイ         |
|        | 6.     | 7      | 東京   | ユニコーンS                               | JpnIII | 16   | 22.5            | （6人）         | 3着  | 勝浦正樹   | 56   | ダ1600m（良） | 1:36.3（36.7）    | 1.2       | ユビキタス             |
|        | 6.     | 29     | 福島   | バーデンバーデンＣ                        | OP     | 12   | 3.9             | （1人）         | 1着  | 勝浦正樹   | 52   | 芝1200m（重） | 1:10.2（35.4）    | -0.2      | （ダイワマックワン）   |
|        | 7.     | 20     | 新潟   | アイビスSD                                | JpnIII | 18   | 10.3            | （6人）         | 3着  | 勝浦正樹   | 53   | 芝1000m（良） | 0:54.3（31.7）    | 0.1       | カノヤザクラ           |
|        | 9.     | 14     | 阪神   | セントウルS                               | GII    | 16   | 13.8            | （6人）         | 11着 | 勝浦正樹   | 55   | 芝1200m（良） | 1:08.3（33.5）    | 1.0       | カノヤザクラ           |
|        | 10.    | 5      | 中山   | スプリンターズS                           | GI     | 16   | 59.1            | （12人）        | 5着  | 勝浦正樹   | 55   | 芝1200m（良） | 1:08.3（34.3）    | 0.3       | スリープレスナイト     |
|        | 10.    | 26     | 福島   | 福島民友C                                 | OP     | 16   | 2.7             | （1人）         | 8着  | 勝浦正樹   | 55   | 芝1200m（良） | 1:08.4（34.4）    | 0.5       | アイルラヴァゲイン     |
| 2009   | 2.     | 14     | 東京   | バレンタインS                             | OP     | 16   | 6.1             | （3人）         | 12着 | 勝浦正樹   | 56   | 芝1400m（良） | 1:22.1（34.7）    | 0.8       | トウショウカレッジ     |
|        | 3.     | 7      | 中山   | オーシャンS                               | GIII   | 16   | 9.7             | （5人）         | 3着  | 勝浦正樹   | 56   | 芝1200m（稍） | 1:09.3（35.2）    | 0.1       | アーバニティ           |
|        | 3.     | 29     | 中京   | 高松宮記念                                | GI     | 18   | 48.2            | （14人）        | 7着  | 勝浦正樹   | 57   | 芝1200m（良） | 1:08.7（34.5）    | 0.7       | ローレルゲレイロ       |
|        | 4.     | 19     | 中山   | 京葉S                                     | OP     | 16   | 5.7             | （3人）         | 15着 | 武豊       | 56   | ダ1200m（良） | 1:11.3（37.2）    | 0.9       | イブロン               |
|        | 6.     | 28     | 福島   | バーデンバーデンC                         | OP     | 16   | 6.3             | （4人）         | 8着  | 勝浦正樹   | 56   | 芝1200m（良） | 1:09.1（35.2）    | 0.4       | シャウトライン         |
|        | 7.     | 19     | 新潟   | アイビスSD                                | GIII   | 18   | 11.9            | （6人）         | 2着  | 勝浦正樹   | 56   | 芝1000m（重） | 0:56.4（33.7）    | 0.2       | カノヤザクラ           |
|        | 8.     | 30     | 札幌   | キーンランドC                             | GIII   | 16   | 19.6            | （5人）         | 7着  | 勝浦正樹   | 56   | 芝1200m（良） | 1:09.0（34.4）    | 0.6       | ビービーガルダン       |
|        | 9.     | 13     | 阪神   | セントウルS                               | GII    | 15   | 29.3            | （9人）         | 8着  | 勝浦正樹   | 57   | 芝1200m（良） | 1:08.5（33.6）    | 0.7       | アルティマトゥーレ     |
|        | 10.    | 4      | 中山   | スプリンターズS                           | GI     | 16   | 60.7            | （14人）        | 14着 | 勝浦正樹   | 57   | 芝1200m（良） | 1:08.0（34.4）    | 0.5       | ローレルゲレイロ       |
|        | 10.    | 25     | 福島   | 福島民友C                                 | OP     | 16   | 12.8            | （6人）         | 8着  | 勝浦正樹   | 56   | 芝1200m（良） | 1:08.2（34.2）    | 0.8       | ジェイケイセラヴィ     |
|        | 11.    | 15     | 東京   | オーロC                                   | OP     | 16   | 18.2            | （8人）         | 7着  | 三浦皇成   | 56   | 芝1400m（良） | 1:21.3（34.8）    | 0.5       | アイアムカミノマゴ     |
|        | 12.    | 13     | 中山   | カペラS                                   | GIII   | 16   | 41.6            | （13人）        | 14着 | 勝浦正樹   | 56   | ダ1200m（重） | 1:10.7（36.3）    | 1.1       | ミリオンディスク       |
|        | 12.    | 27     | 中京   | 尾張S                                     | OP     | 15   | 13.0            | （7人）         | 4着  | 田辺裕信   | 56   | 芝1200m（良） | 1:07.8（33.5）    | 0.5       | ヘッドライナー         |
| 2010   | 7.     | 18     | 新潟   | アイビスSD                                | GIII   | 18   | 12.2            | （6人）         | 4着  | 勝浦正樹   | 56   | 芝1000m（良） | 0:54.2（31.9）    | 0.3       | ケイティラブ           |
|        | 8.     | 15     | 小倉   | 北九州記念                                | GIII   | 18   | 22.1            | （10人）        | 18着 | 勝浦正樹   | 56   | 芝1200m（良） | 1:13.1（39.6）    | 6.0       | メリッサ               |
|        | 11.    | 27     | 京都   | 京阪杯                                    | GIII   | 18   | 170.2           | （18人）        | 9着  | 小牧太     | 56   | 芝1200m（良） | 1:08.5（33.6）    | 0.5       | スプリングソング       |
|        | 12.    | 11     | 中山   | ラピスラズリS                             | OP     | 14   | 41.2            | （10人）        | 10着 | 田中勝春   | 56   | 芝1200m（良） | 1:08.1（33.6）    | 0.8       | ジョーカプチーノ       |
| 2011   | 1.     | 10     | 京都   | 淀短距離S                                 | OP     | 16   | 46.7            | （11人）        | 8着  | 福永祐一   | 56   | 芝1200m（良） | 1:09.6（34.7）    | 0.8       | ショウナンカザン       |
|        | 2.     | 26     | 中山   | 千葉S                                     | OP     | 15   | 143.2           | （11人）        | 14着 | 田中勝春   | 56   | ダ1200m（良） | 1:12.3（37.6）    | 2.5       | ティアップワイルド     |
|        | 5.     | 14     | 東京   | 京王杯SC                                  | GII    | 17   | 496.5           | （17人）        | 13着 | 柴山雄一   | 57   | 芝1400m（良） | 1:21.2（33.6）    | 1.0       | ストロングリターン     |
|        | 5.     | 29     | 新潟   | ルミエールS                               | OP     | 12   | 8.3             | （5人）         | 9着  | 吉田隼人   | 56   | 芝1000m（重） | 0:56.0（33.2）    | 1.0       | エーシンヴァーゴウ     |
|        | 6.     | 19     | 中山   | バーデンバーデンC                         | OP     | 12   | 61.3            | （11人）        | 8着  | 西田雄一郎 | 54   | 芝1200m（稍） | 1:08.1（33.9）    | 0.7       | ケイアイアストン       |
|        | 7.     | 17     | 新潟   | アイビスSD                                | GIII   | 15   | 42.7            | （11人）        | 13着 | 西田雄一郎 | 56   | 芝1000m（良） | 0:55.8（33.2）    | 2.0       | エーシンヴァーゴウ     |
|        | 8.     | 30     | 大井   | アフター5スター賞                         | OP     | 15   | 63.4            | （9人）         | 11着 | 森泰斗     | 57   | ダ1200m（良） | 1:12.7（37.6）    | 1.5       | タカオセンチュリー     |
|        | 9.     | 28     | 大井   | 東京盃                                    | JpnII  | 15   | 278.2           | （14人）        | 15着 | 森泰斗     | 56   | ダ1200m（良） | 1:13.6（37.6）    | 2.7       | スーニ                 |
|        | 10.    | 26     | 園田   | A1                                        |        | 8    | 21.8            | （5人）         | 4着  | 田中学     | 57   | ダ1400m（稍） | 1:29.6（39.4）    | 1.0       | フィオーレハーバー     |
|        | 12.    | 1      | 園田   | A1特別                                    |        | 12   | 14.9            | （6人）         | 3着  | 坂本和也   | 57   | ダ1400m（良） | 1:29.1（38.0）    | 0.5       | タガノブリガデイロ     |
|        | 12.    | 28     | 園田   | 兵庫ゴールドT                             | JpnIII | 11   | 245.6           | （8人）         | 11着 | 坂本和也   | 52   | ダ1400m（良） | 1:30.6（39.2）    | 3.3       | スーニ                 |
| 2012   | 3.     | 7      | 園田   | 神姫バス杯                                |        | 11   | 10.6            | （6人）         | 11着 | 永島太郎   | 57   | ダ1400m（重） | 1:31.1（40.4）    | 4.1       | プニプニヨークン       |
|        | 4.     | 5      | 園田   | A1特別                                    |        | 12   | 41.3            | （11人）        | 12着 | 永島太郎   | 56   | ダ1400m（稍） | 1:34.7（42.9）    | 5.0       | エーシンブラン         |
|        | 5.     | 2      | 園田   | 相生ペーロン祭特別                        |        | 11   | 42.1            | （11人）        | 11着 | 松平幸秀   | 56   | ダ1230m（不） | 1:21.4（39.4）    | 4.5       | エイシンマロニエ       |
|        | 5.     | 24     | 園田   | パール特別                                |        | 8    | 73.5            | （7人）         | 8着  | 松平幸秀   | 56   | ダ1230m（良） | 1:25.3（44.2）    | 7.8       | エイシンマロニエ       |
|        | 6.     | 21     | 園田   | 園田FCスプリント                          | 重賞   | 11   | 108.6           | （11人）        | 11着 | 松平幸秀   | 57   | ダ820m（不）  | 0:50.0（34.7）    | 1.9       | エイシンマロニエ       |
|        | 7.     | 5      | 姫路   | 兵庫馬事畜産特別                          |        | 7    | 55.1            | （7人）         | 7着  | 松平幸秀   | 54   | ダ1400m（不） | 1:31.5（40.5）    | 5.2       | エーシンビーセルズ     |
|        | 7.     | 19     | 姫路   | 播磨町大中遺跡特別                        |        | 9    | 70.5            | （9人）         | 9着  | 松平幸秀   | 54   | ダ1400m（良） | 1:32.9（41.0）    | 3.9       | アンファンユニーク     |
|        | 8.     | 8      | 姫路   | 恐竜化石からウマれた 丹波竜のちーたん特別 |        | 12   | 26.3            | （12人）        | 12着 | 北野真弘   | 56   | ダ1500m（良） | 1:38.5（40.5）    | 3.5       | モエレトレジャー       |
|        | 9.     | 6      | 園田   | 夢千代特別                                |        | 11   | 97.4            | （11人）        | 11着 | 平原透雄   | 57   | ダ1700m（稍） | 1:58.7（44.5）    | 7.2       | リライアブル           |

## 血統表
| アポロドルチェの血統（インテント系／アウトブリード） | アポロドルチェの血統（インテント系／アウトブリード） | アポロドルチェの血統（インテント系／アウトブリード） | （血統表の出典）     | （血統表の出典） |
| 父 Officer 1999 鹿毛                                 | 父の父Bertrando 1989 黒鹿毛                          | Skywalker                                            | Relaunch             | Relaunch         |
| 父 Officer 1999 鹿毛                                 | 父の父Bertrando 1989 黒鹿毛                          | Skywalker                                            | Bold Captive         |                  |
| 父 Officer 1999 鹿毛                                 | 父の父Bertrando 1989 黒鹿毛                          | Gentle Hands                                         | Buffalo Lark         | Buffalo Lark     |
| 父 Officer 1999 鹿毛                                 | 父の父Bertrando 1989 黒鹿毛                          | Gentle Hands                                         | Three Red Bells      |                  |
| 父 Officer 1999 鹿毛                                 | 父の母St.Helen's Shadow 1993 鹿毛                    | Septieme Ciel                                        | Seattle Slew         | Seattle Slew     |
| 父 Officer 1999 鹿毛                                 | 父の母St.Helen's Shadow 1993 鹿毛                    | Septieme Ciel                                        | Maximova             |                  |
| 父 Officer 1999 鹿毛                                 | 父の母St.Helen's Shadow 1993 鹿毛                    | Little Bar Fly                                       | Raise a Man          | Raise a Man      |
| 父 Officer 1999 鹿毛                                 | 父の母St.Helen's Shadow 1993 鹿毛                    | Little Bar Fly                                       | Splendid Ack Ack     |                  |
| 母 Summertime Val 1994 黒鹿毛                        | 母の父Summer Squall 1987 鹿毛                        | Storm Bird                                           | Northern Dancer      | Northern Dancer  |
| 母 Summertime Val 1994 黒鹿毛                        | 母の父Summer Squall 1987 鹿毛                        | Storm Bird                                           | South Ocean          |                  |
| 母 Summertime Val 1994 黒鹿毛                        | 母の父Summer Squall 1987 鹿毛                        | Weekend Surprise                                     | Secretariat          | Secretariat      |
| 母 Summertime Val 1994 黒鹿毛                        | 母の父Summer Squall 1987 鹿毛                        | Weekend Surprise                                     | Lassie Dear          |                  |
| 母 Summertime Val 1994 黒鹿毛                        | 母の母Sweet Valentine 1980 黒鹿毛                    | Honey Jay                                            | Double Jay           | Double Jay       |
| 母 Summertime Val 1994 黒鹿毛                        | 母の母Sweet Valentine 1980 黒鹿毛                    | Honey Jay                                            | Roman Honey          |                  |
| 母 Summertime Val 1994 黒鹿毛                        | 母の母Sweet Valentine 1980 黒鹿毛                    | Barbaloobie                                          | Mt.Hope              | Mt.Hope          |
| 母 Summertime Val 1994 黒鹿毛                        | 母の母Sweet Valentine 1980 黒鹿毛                    | Barbaloobie                                          | Trip Abroad F-No.8-c |                  |